# Ять йотированный

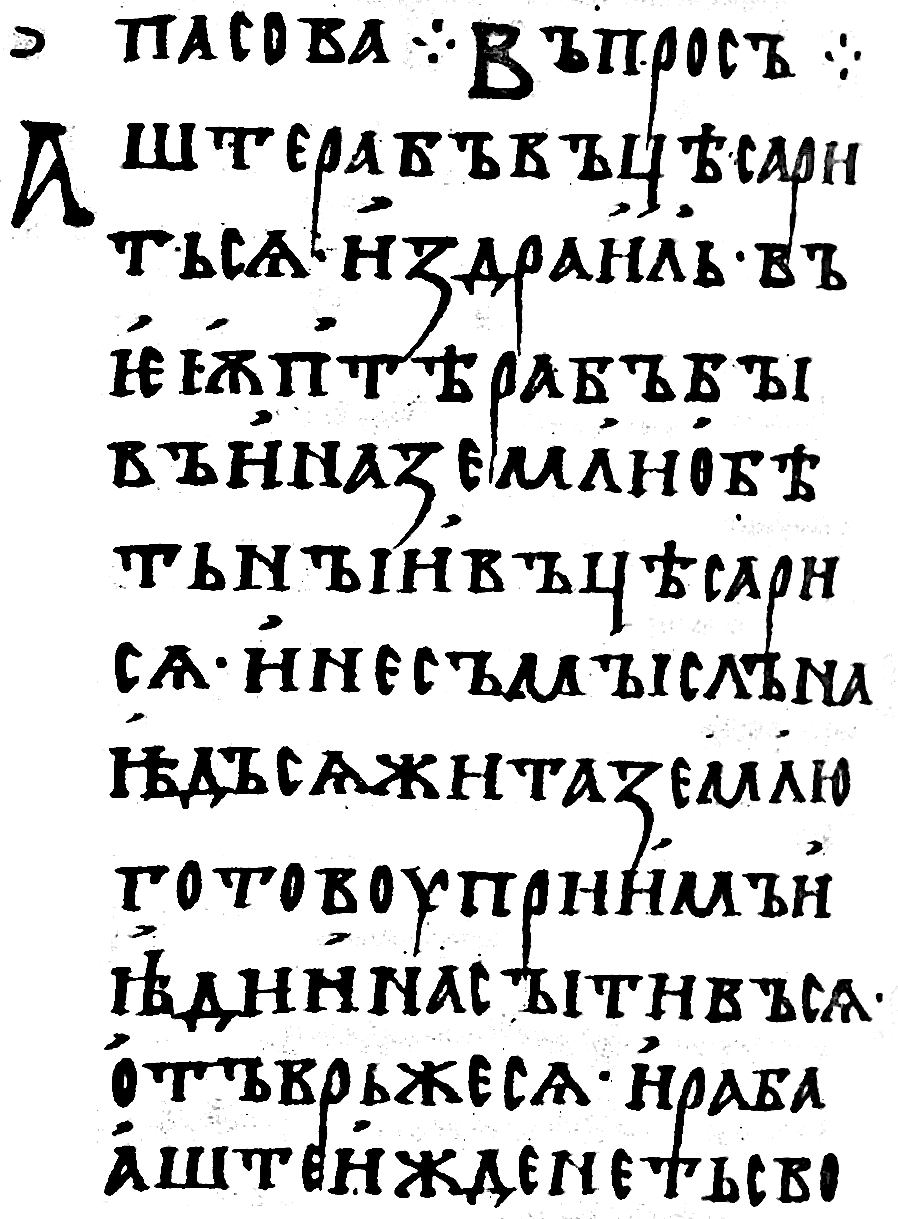
Текст с йотированными ятями («Изборник» Святослава 1073 года, фрагмент л. 156 об.)

Ꙓ, ꙓ (йоти́рованный ять) — буква старославянской кириллической письменности, которая встречается только в «Изборнике Святослава» 1073 года. Данный символ построен как лигатура букв І и Ѣ. В глаголице отсутствует, числового значения не имеет. В состав букв кириллического алфавита не включается, потому и порядкового номера не имеет (обычно о существовании такой буквы вообще не упоминается). Собственное имя буквы неизвестно (и неизвестно, было ли оно вообще); описательное название «йотированный ять» — условное. Йотированный ять использовался в начале слов и после гласных: ꙓди, наꙓдъсѧ. Произносился, вероятно, как [jæ] или [je].